# 장보고 수산물축제
장보고 수산물축제는 전라남도 완도군 주관으로 1995년에 시작되어 매년 5월중에 개최되는 지역 축전이다. 대한민국 최초로 바다를 개척한 장보고의 업적을 기리고, 해상 무역기지였던 청해진의 옛 영광을 재현함으로써 관광 완도의 위상을 높이기 위한 해양문화축제이다.